# Крепостной колодец (Херсон)
Крепостной колодец — колодец в Комсомольском парке города Херсон, Украина. Глубина колодца могла достигать 60-80 метров.

## История
Колодец, глубиной 80 метра и шириной 4 метра, был построен в 1785 году. Из сообщений инженера Корсакова в письмах князю Потёмкину известно, что вода в колодце была чистой и прозрачной, пригодной к употреблению. Вокруг был сконструирован каменный забор и медный навес. Одна из первых паровых машин была установлена именно на этом колодце. После упразднения Херсонской губернии, её вывезли в Одессу. По слухам, во время Второй Мировой войны немцы сбрасывали вниз расстрелянных. В пользу этого говорит тот факт, что во время реставрации на дне были обнаружены тела и боеприпасы времен войны. Медная крышка, исходя из тех же слухов, была вывезена во время отхода немецких войск. В послевоенные годы колодец закрыли решеткой.

## Реконструкция
Проект реконструкции датируется 1975 годом. Инициатором выступил секретарь общества охраны памятников М. И. Волков. Проект предусматривал очистку колодца и укрепление его стен. Вдобавок, планировалось обнести колодец каменной оградой, восстановить крышку и установить навес. Однако, проект был остановлен по причине опасности взрыва — были основания предполагать, что колодец заминирован немцами. Предположения эти оказались правдой.

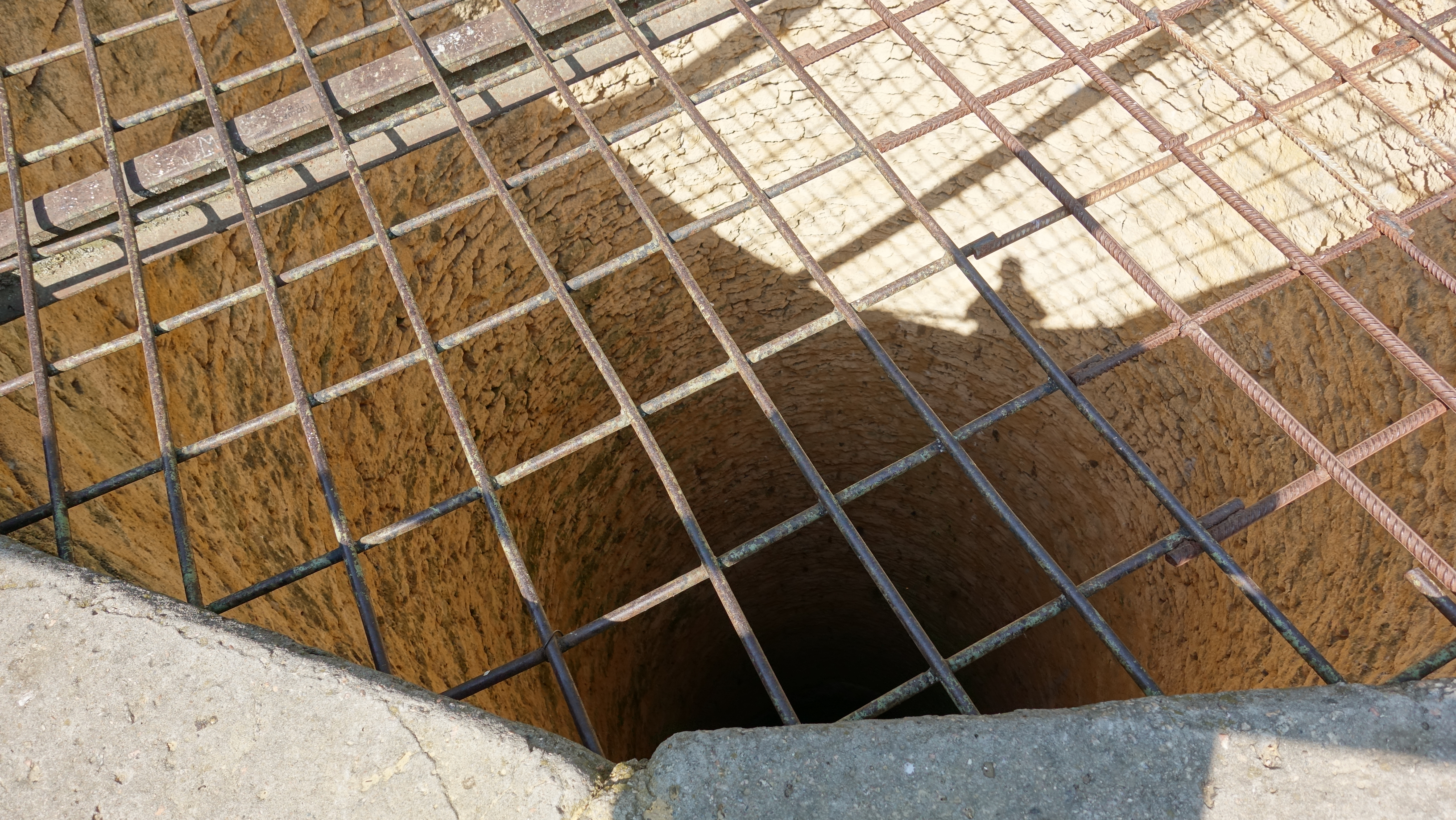
Стены колодца.

Реконструкция была проведена лишь в 2005 году Борисом Силенковым. В ходе неё было найдено более 300 взрывоопасных военных снарядов, более 80 артиллерийских снарядов, танковые и противотанковые мины, гранаты РГ-45, 2 пистолета, немецкое ружье, 5 черепов и 1 скелет. В начале реставрации колодец имел глубину 20 метров, закончили, углубив до 30.
В 2016 году территория вокруг колодца была благоустроена.